# Тульники
Тульники (пол. Tulniki) — село в Польщі, у гміні Семень Парчівського повіту Люблінського воєводства.
Населення — 174 особи (2011).
У 1975-1998 роках село належало до Білопідляського воєводства.

## Демографія
Демографічна структура станом на 31 березня 2011 року:
|          | Загалом | Допрацездатний вік | Працездатний вік | Постпрацездатний вік |
| -------- | ------- | ------------------ | ---------------- | -------------------- |
| Чоловіки | 89      | 12                 | 51               | 26                   |
| Жінки    | 85      | 13                 | 30               | 42                   |
| Разом    | 174     | 25                 | 81               | 68                   |